# Vajuga
Vajuga (kyrillisch: Вајуга) ist ein Dorf in der Opština Kladovo und im Bezirk Bor im Osten Serbiens. Als 1984 der zweite Stausee geschaffen wurde, musste ein Teil der Ortschaft versetzt werden, da es innerhalb des Stausees lag.

## Einwohner
Die Volkszählung 2011 ergab, dass 422 Personen im Dorf leben.
Weitere Volkszählungen:
- 1948: 0870
- 1953: 0929
- 1961: 0931
- 1971: 1002
- 1981: 0952
- 1991: 0843
- 2002: 0563